# معهد ماكس بلانك للطب النفسي
معهد ماكس بلانك للطب النفسي (بالألمانية: Max Planck Institute of Psychiatry) هو معهد علمي متخصص في الطب النفسي مقره مدينة ميونخ الألمانية. أسسه الملك لودفيغ الثالث ملك بافاريا في 13 فبراير 1917 تحت اسم المعهد الألماني لأبحاث الطب النفسي (بالألمانية: Deutsche Forschungsanstalt für Psychiatrie)، وكان المحرك الأساسي وراء إنشائه هو إميل كريبيلن. وهو الآن واحد من 81 معهدًا تتألف منها جمعية ماكس بلانك. يديره حاليًا إليزابيث بيندر وألون تشين ومارتن كيك.

## وصلات خارجية
- الموقع الرسمي للمعهد (بالألمانية)